# 정보 라이브 미야네야
정보 라이브 미야네야(情報ライブ ミヤネ屋)는 일본의 방송 프로그램이다.
본래 요미우리 TV의 프로그램이나, 방송을 원하는 계열국(NNS)가 많아 전국방송이 되었다.